# Ekte Eggum
Ekte Eggum är ett samlingsalbum med Jan Eggum. Albumet består av tidigare utgivna låtar. 5 låtar (spår 1, 3, 6, 7, 8) är nyinspelningar från maj 2001. Albumet utgavs av skivbolaget Grappa Musikkforlag A/S 2001.

## Låtlista
1. "En natt forbi" – 3:25
2. "Kor e alle helter hen?" (från Nesten ikke tilstede) – 3:03
3. "Mor, jeg vil tilbake" – 3:52
4. "På'an igjen" (från Dingli bang) – 4:51
5. "Ryktet forteller" (från Typisk norsk) – 3:42
6. "Heksedans" – 3:46
7. "De skulle begrave en konge stor" – 3:51
8. "Lillebror Per" – 2:56
9. "Alarmen går" (från Alarmen går) – 2:37
10. "Så mange kvinner" (från Nesten ikke tilstede) – 3:46
11. "Per og Lise" (från Underveis) – 3:16
12. "Ta meg med" (från Underveis) – 5:13
13. "Tre e en for mye" (från E.G.G.U.M.) – 2:58
14. "Du kjenner ikkje meg" (från Dingli bang) – 4:00
15. "Mang slags kjærlighet" (från E.G.G.U.M.) – 3:48
16. "På TV" (från Deilig) – 4:21

## Medverkande
Musiker på nyinspelningarna (spår 1, 3, 6–8)
- Jan Eggum – sång, gitarr
- Yngve Moe – basgitarr
- Johan Sebastian Blum – cello
- Tor Bjarne Bjelland – trummor, percussion
- Mats Grønner – gitarr, melodika
- Helge Lilletvedt – piano, bakgrundssång, arrangement (stråkinstrument, sång)
- Jan Kåre Hystad – saxofon, flöjt
- Bergmund W. Skaslien – viola
- Judith Starr, Tor Jaran Apold – violin
- Taral Z. Jensen – synthesizer
- Beate Kvalsvik, Inger Undheim, Kristine Helbekkmo – körsång

Produktion (spår 1, 3, 6–8)
- Geir Luedy Andersen – musikproducent, ljudtekniker
- Mats Grønner – ljudtekniker